# (23615) 1996 FK12
1996 أف كي 12 (ويعرف أيضًا باسم (23615) 1996 أف كي 12 وفق تسمية الكوكب الصغير) (بالإنجليزية: 1996 FK12)‏ هو كويكب ضمن حزام الكويكبات؛ وترتيبه 23615 من حيث الاكتشاف.
اكتُشف هذا الجُرم الفلكي بواسطة روبرت إتش ماكنوت في 28 مارس 1996.

## وصلات خارجية
- (23615) 1996 FK12 في قاعدة بيانات مختبر الدفع النفاث لأجرام النظام الشمسي الصغيرة

- الاكتشاف · مخطط المدار ·  العناصر المدارية · المعلمات المادية

- (23615) 1996 FK12 على موقع ويكي سكاي: DSS2, SDSS, GALEX, IRAS, Hydrogen α, X-Ray, Astrophoto, Sky Map, Articles and images